# Mlázovice
Mlázovice település Csehországban, a Jičíni járásban. Mlázovice Podhorní Újezd a Vojice, Choteč, Šárovcova Lhota, Ostroměř, Svatojanský Újezd és Konecchlumí településekkel határos. Lakosainak száma 553 fő (2024. január 1.).

## Népesség
A település lakosságának változását az alábbi diagram mutatja:
| Lakosok száma | 1049 | 830  | 782  | 697  | 683  | 552  | 561  | 548  | 551  | 553  |
|               | 1869 | 1900 | 1921 | 1961 | 1980 | 2011 | 2016 | 2019 | 2021 | 2024 |